# Инешка
Инешка (Инешма) — река в России, протекает в Островском районе Костромской области. Устье реки находится в 95 км по левому берегу реки Мера. Длина реки составляет 17 км, площадь водосборного бассейна 75,7 км².
Исток реки находится у деревни Белый Овраг в 18 км к северо-западу от посёлка Островское. Течёт на юг по ненаселённому лесу, впадает в Меру у посёлка Красная Поляна.

## Данные водного реестра
По данным государственного водного реестра России относится к Верхневолжскому бассейновому округу, водохозяйственный участок реки — Волга от города Кострома до Горьковского гидроузла (Горьковское водохранилище), без реки Унжа, речной подбассейн реки — Волга ниже Рыбинского водохранилища до впадения Оки. Речной бассейн реки — (Верхняя) Волга до Куйбышевского водохранилища (без бассейна Оки).
Код объекта в государственном водном реестре — 08010300412110000013650.